# Kmara

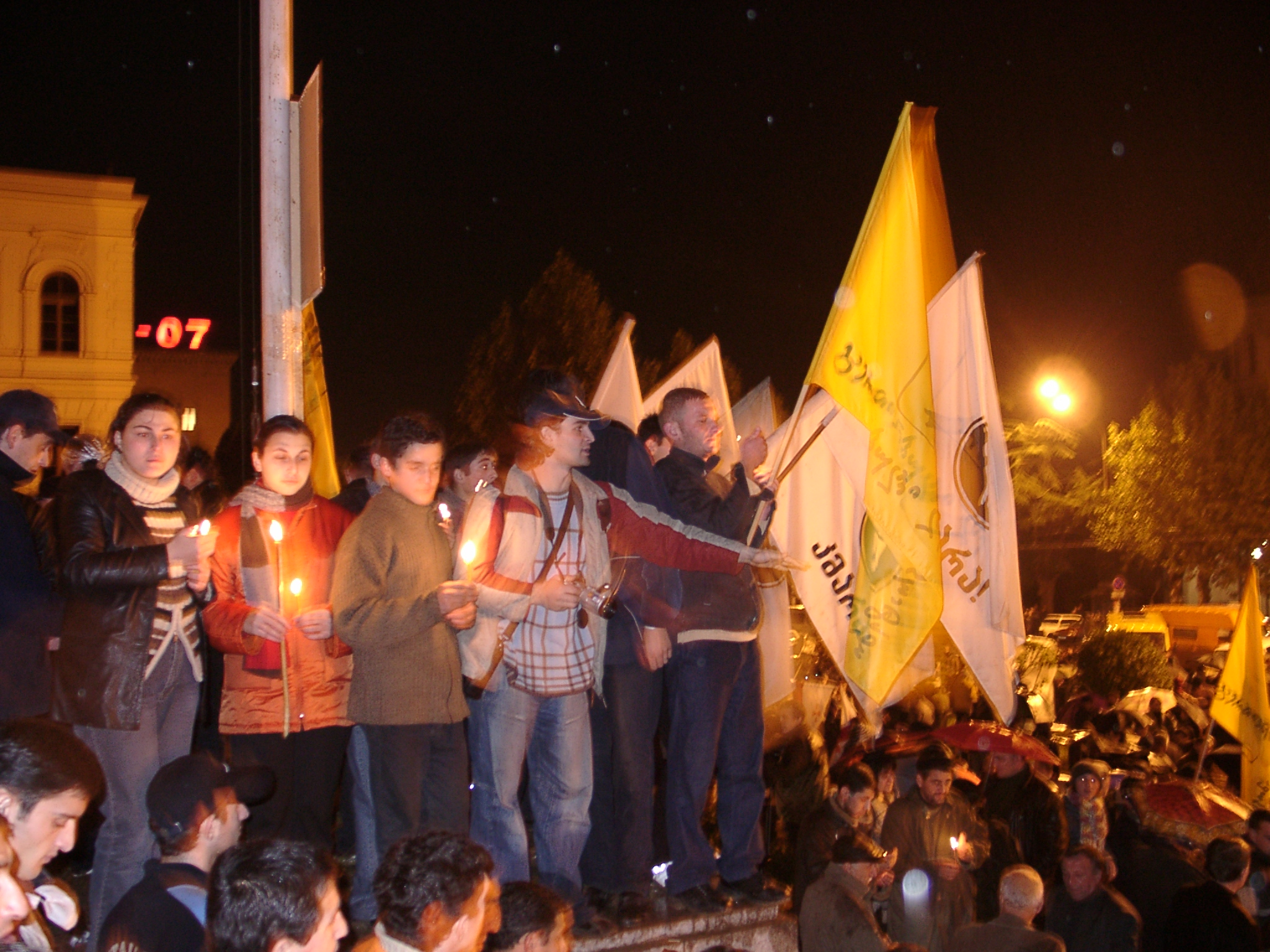
Jovens georgianos a portar bandeiras do Kmara durante a Revolução das Rosas em Novembro de 2003.

Kmara (em georgiano:  კმარა; "Suficiente!") foi um movimento de resistência juvenil na Geórgia, activo em protestas antes e durante a Revolução das Rosas em Novembro de 2003, a qual derrubou o governo de Eduard Shevardnadze. O movimento, inspirado na ONG sérvia Otpor!, que tinha sido chave na queda do regime de Slobodan Milošević em 2000, os membros do Kmara foram treinados e aconselhados pela influente ONG georgiana Instituto da Liberdade e fundada pelo Instituto da Sociedade Aberta dos Estados Unidos. O movimento era um híbrido dum movimento social e duma ONG virtual, o qual foi altamente bem-sucedido em mobilizar os georgianos jovens, na sua maioria estudantes contra o poder de Shevardnadze. Embora o Kmara esteve aliado com outros partidos da oposição, especialmente o Movimento da União Nacional de Mikheil Saakashvili, o seu comportamento e tácticas não apoiavam nenhum partido, focando-se em criticar a corrupção e os falhanços do regime de Shevardnadze mais do que promovendo algum partido ou político em específico.

## Origens
O movimento Kmara imergiu em Abril de 2003. Foi formado por activistas estudantis georgianos que receberam treinamento da organização sérvia Otpor! através do Instituo da Liberdade. O treinamento estava focado em partilhar e experiência sérvia da acção não-violenta e o logo do Kmara era uma cópia quase exacta do do Otpor!.

## Tácticas
O Kmara organizou uma rede de células regionais descentralizadas, mas usou métodos efectivos para criar um grande movimento social contra o governo de Eduard Shevardnadze. O membros gravaram graffitis com a palavra "kmara" ("suficiente") em muros, edifícios, ruas e em qualquer lugar até nos lugares mais remotos da Geórgia. Esta divisa foi rápidamente adoptada por aqueles que viam o governo de Eduard Shevardnadze cada vez mais corrupto e decadente. Este esforço foi complementado por manifestações barulhentas e uma campanha agressiva nos meios de comunicação. De acordo com um dos co-fundadores do Kmara, Giorgi Kandelaki, "o Kmara foi bem-sucedido em irromper através da apatia social à política, particularmente entre a gente jovem".